# Florence Ballard
Florence Glenda Ballard, née le 30 juin 1943 à Détroit (Michigan, États-Unis) et morte le 22 février 1976 dans la même ville, est une chanteuse américaine membre du populaire groupe féminin The Supremes.

## Biographie
Florence Ballard naît le 30 juin 1943. Elle est la huitième d'une famille de treize enfants. Avec deux de ses amies d'enfance, la célèbre Diana Ross et Betty Travis (future épouse McGlown), elle chante dans des pavillons ouvriers de HLM du nord-est de Détroit où elles sont voisines dits « Brewster-Douglas housing projects ». Sous sa houlette, elles fondent un groupe, The Primettes, dans lequel elles incorporent Mary Wilson.
Lorsque le patron de la Motown Berry Gordy signe le groupe en 1961 et lui impose de changer de nom, c'est Florence Ballard qui propose The Supremes.

### The Supremes
Le succès du groupe tarde à venir mais il est massif à partir de Where Did Our Love Go (été 1964). Jusqu'en 1967 Ballard participera à ce succès bien que comme Mary Wilson elle ait rarement été la chanteuse principale. En fait, dès le début le trio est mené par Diana Ross dont la voix est considérée par la Motown comme étant la plus pop.
Par la suite, Florence Ballard, qui a de plus en plus de mal à s'accommoder de Diana Ross soutenue par Gordy, est mise à la porte et remplacée par Cindy Birdsong (ex-membre de Patti LaBelle & the Bluebelles). La raison en est qu'elle manquait de plus en plus de séances d'enregistrement et qu'elle n'était pas assez professionnelle. Cela avait commencé en octobre 1965 quand elle avait raté la session d'enregistrement de My World Is Empty Without You, remplacée par Marlene Barrow. À partir de ce moment-là, Gordy s'est rendu compte qu'il pouvait remplacer Ballard : il voulait même la remplacer sur scène, au Copa, ce à quoi s'est opposé le patron du club. Néanmoins sur un album de spirituals que Gordy projetait pour la mémoire de sa sœur qui venait de mourir, Ross chante souvent seule. Et en 1966, Barbara Randolph est sur le point de remplacer F. Ballard, tandis que Gordy lancerait Ross en solo. La décision finale de Berry Gordy date d'avril 1967 et la première apparition de Birdsong se fera discrètement et anonymement au Hollywood Bowl le 29 avril.
Florence Ballard apparaîtra cependant encore au Copacabana en mai et à l'émission télévisée d'Ed Carson en même temps, puis elle honore les engagements du groupe à Los Angeles, à partir du 13 juin et Las Vegas, à partir du 28 juin. Officiellement, elle est remplacée en juillet par Cindy Birdsong, puis elle sera lâchée sans ménagement par la Motown, qui lui fera abandonner tout droit sur son travail dans les Supremes et lui interdira d'utiliser son ex-appartenance au groupe comme argument publicitaire.

### Après The Supremes
En mars 1968, elle signe chez ABC un contrat de 15 000 $ pour une brève carrière solo — elle est restée neuf mois chez ABC. Sur les quatorze chansons qu'elle a enregistrées, deux seront éditées en 45 tours, sans grand succès : It Doesn't Matter How I Say It (It's What I Say That Matters) avec Goin' Out of My Head en face B (en avril) et Love Ain't Love avec Forever Faithful en face B (en août). L'album prévu sous le nom de You Don't Have To est annulé.
En 1968, Florence Ballard se marie à Thomas Chapman. En 1971, elle attaque Motown, considérant que son ancien label lui doit des royalties. Le juge tranchera en faveur de Motown. Elle fait alors une pause dans sa carrière pour s'occuper de ses enfants. En 1975, après une très mauvaise passe (drogues, alcool), elle fait son retour, avec un certain succès : ses concerts attirent un public nombreux et enthousiaste, les projets se multiplient et elle se réconcilie avec son époux. Toutefois, malgré quelques aides financières ponctuelles de Diana Ross, Florence Ballard meurt dans la misère le 22 février 1976 d'un infarctus. Les funérailles ont lieu à l’Église baptiste Nouvelle Béthel.

## Discographie (hors The Supremes)

### Album
- 1968 : Florence « Flo » Ballard (sorti en 2002)

### 45 tours
- 1968 : It Doesn't Matter How I Say It
- 1968 : Love Ain't Love